# Belle de Gast
Belle de Gast (Utrecht, 4 februari 1991) is een Nederlands voormalig wielrenster. Ze kwam vanaf 2018 vijf jaar lang uit voor Parkhotel Valkenburg, waar ze na 2022 haar carrière beëindigde. De Gast begon met wielrennen als student bij de Utrechtse studenten wielrenvereniging U.S.W.V. "De Domrenner". De Gast won in 2017 de Ronde van Bochum en in 2018 de Volta Limburg Classic. Ook won ze in 2018 de sprinttrui in de Spaanse rittenkoers Setmana Ciclista Valenciana.
De Gast is parttime fysiotherapeut.

## Overwinningen
2017
Ronde van Bochum
2018
Volta Limburg Classic
Sprintklassement Setmana Ciclista Valenciana

## Ploegen
- 2018  Parkhotel Valkenburg
- 2019  Parkhotel Valkenburg
- 2020  Parkhotel Valkenburg
- 2021  Parkhotel Valkenburg
- 2022  Parkhotel Valkenburg

De Boer · Van der Burg · Buysman · De Gast · Van Gogh · Hoeksma · Raaijmakers · Roberts · De Ruiter · Solovej · Stougje · Uiterwijk Winkel · Van Veen · Wiebes
Adegeest · De Boer · Buysman · Duyck · De Gast · Knetemann · F.Markus · Nagengast · Raaijmakers · De Ruiter · Swinkels · Uiterwijk Winkel · Van der Meer · Van Veen · Vollering · De Vuyst · Wiebes
De Boer · Van der Burg · Buysman · Duyck · De Gast · Van der Hulst · Kasper · Koster · Markus · Nagengast · Nilsson · Raaijmakers · K. Swinkels · S. Swinkels · Van Veen · Vollering · Wiebes
Van Bokhoven · Bos · Bredewold · Buysman · De Gast · Gerritse · Van Haaften · Van der Hulst · Limpens · Markus · Neylan · Nooijen · Raaijmakers · Van Rooijen · Swinkels
Van Bokhoven · Bos · Bredewold · Frain (vanaf 6/7) · De Gast · Gerritse · Van Haaften · De Jong (tot 15/7) · Limpens · Markus · Nooijen · A. van Rooijen · S. van Rooijen · Schoens · Vanhove · Van der Wolf · Wyllie (vanaf 12/8)